# Güshi Khan
Güshi Khan (mongol tradicional : ᠭᠦᠦᠱᠢ
ᠬᠠᠨ ; mongol cirílico: Гүүш хан (Güüsh khan) o Гүш хаан (Güsh khaan), también llamado Güüsh khan Törbaikh (Гүүш хан Төрбайх); 1582-1655, transliteración en en chino, 固始汗; pinyin, gùshǐ hàn o en chino, 顾实汗; pinyin, gùshí hàn y en tibetano: གུ་ཤྲི་ཁང, wylie: gu shri khang) sobrenombres de Turughu Bayikhu (en bitchig : ᠲᠦᠷᠦᠪᠠᠶᠢᠬᠤ ; cirílico : Төрбайх, Töibaikh), fue un kan mongol oirate, jefe de la tribu qoshot y uno de los hijos de Khanai Noyan Khonggor y Akhai Khatun. Hizo que la población de los qoshots emigrara a Kokonor (hoy en día bajo su traducción china de Qinghai) y a Qaidam. Una gran población de qoshots ha estado presente en esta región desde entonces, hasta el día de hoy. Su nombre nativo es Toral Behu, pero es más conocido como Güshi khan o Gegen khan. Él creía, como Genghis Kan, que era la encarnación del señor de la muerte. Los tibetanos lo conocen como Tenzing Choigyal, el fundador de la religión Dharma Raja.
En 1640, entró en el Tíbet central a la cabeza de un ejército y derrotó al rey de los Tsang, Karma Tenkyong Wangpo, en Samdrubtse (Shigatse desde el siglo XVII  hasta 2014), mientras que los monasterios de Karma-kagyu, incluido Tsurphu, fueron saqueados. Fiel a la escuela gelug del budismo tibetano, en 1642 instaló al 5º dalái lama, Ngawang Lobsang Gyatso, hasta entonces abad del monasterio gelug de Drepung, como jefe temporal del Tíbet, a cambio de que este reconociera al Kan como"«protector y vicario temporal de la Iglesia Amarilla», en palabras de René Grousset. Después de su victoria, Güshi Khan reclamó el título de rey del Tíbet («Kan de los tibetanos») y se estableció en Lhasa. Manteniendo el poder militar en sus manos, dejó al dalái lama y al regente para administrar el país hasta su muerte en 1655.
Güshi Khan era hermano de Baibagas Khan.

## Acceso al poder
Fue nombrado kan por su padre a la edad de 13 años. Derrotó a los Gokar (musulmanes mongoles occidentales) y los convirtió en sus súbditos en 1593.
A la edad de 25 años, reconcilió a los calmucos del río Khalkha con los oirates que se disputaban la precedencia de Gahdan y Ston skor Sabs-drung llamado Jebtsundamba Kutuktu (¿Öndör Gegeen Zanabazar?) y así evitó una guerra sangrienta. Fue condecorado por el emperador de China (Wanli) en 1605 con la orden sagrada de Tā Kausri   (en chino tradicional, 大國師; en chino simplificado, 大国师; pinyin, dà guóshī; literalmente, ‘gran profesor nacional’) para este servicio. Este término de  guoshi está en el origen de su nombre.

## Migración de los qoshots a Kokonor
Güshi Khan, después de la conversión de su hermano Baibagas en 1620, se había convertido en un seguidor muy devoto de la escuela Gelug del budismo tibetano y de su líder, Lobsang Gyatso, el Quinto dalái lama.
El deba Karma Tenkyong Wangpo (reino sobre los Tsang, 1620 - 1642), el rey Tsangpa e hijo de Karma Phuntsok Namgyal, se alió con Ligdan Khan, kan de los mongoles orientales, los Chogtus, a los que se opuso Qoshot Güshi Khan al frente de una coalición mongola.
Güshi Khan, jefe de la tribu qoshot, una rama de los mongoles occidentales con sede en Zungaria (la parte nororiental del actual Xinjiang), se asentó entre 1636 y 1640 en torno al lago Qinghai (también llamado Kokonor, del mongol Khökhnuur).
Lobsang Gyatso, quinto dalái lama también le pidió ayuda cuando el desi del Tsang (entonces Karma Tenkyong Wangpo, reino de 1620 - 1642), que se oponía a los Gelug, tomó Lhasa (entonces en la región de Ü) entre 1630 y 1636. Pidió a su mayoría que ayudara a los Gelug a tomar el poder sobre el Tíbet y a destruir a sus rivales.

## Conquista del Tíbet

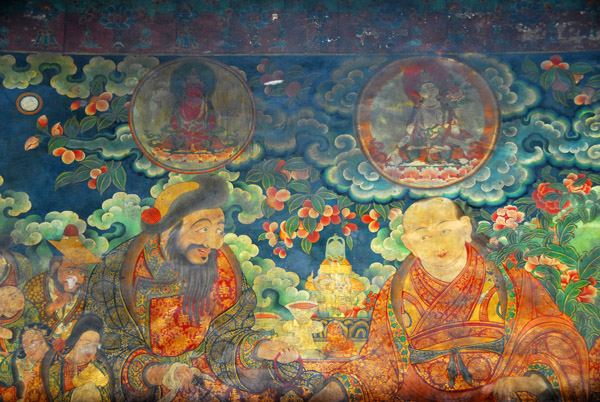
Representación de Güshi Khan y Sonam Rapten en un fresco del templo de Jokhang.

Güshi Khan formó una «liga sanata» para atacar a las fuerzas anti-guelugpa, los bonetes rojos (kagyu) y los bön, en Amdo y Kham.
En 1638, fue en peregrinación al Tíbet y se encontró con el quinto dalái lama, y le aseguró su apoyo, recibiendo a cambio el título simbólico hereditario de «rey de la religión, poseedor de la enseñanza». Deseaba convertirse en el rey del Tíbet, pero Chöying Dorje, el décimo karmapa (kagyupa), aliado del Karma Tenkyong Wangpo, instó a este último a mantener la paz. El dalái lama, a su vez, intentó calmar las tensiones con los mongoles, pero fueron solicitados por su mayordomo Sonam Rapten. Karma Tenkyong Wangpo desvió las hostilidades hacia Kham, donde los partidarios del bön eran mayoría, y donde apoyaban al Príncipe de Beri, al que animó a atacar los monasterios locales de Gelugpa, incluido el de Litang. Güshi Khan entonces cazó a los mongoles Chogtus de Kokonor y atacó el principado de Beri, al que venció rápidamente. Invadió Kham, atacando los monasterios de Karma-kagyu allí.
Durante el invierno del año del buey de fuego (1640), Güshi Khan, después de visitar Kokonor, atacó Kham el día 25 del mes 11, pensando que el rey de Beri era peligroso para todas las iglesias, anexó Beri, mató al rey y liberó a los monjes que había hecho prisioneros, y luego tomó bajo su control todos los territorios que limitaban con Jangaathul ('Jang sa tham, lijiang), los dominios del rey de Jangsa (Mu Zeng, tusi de Lijiang).
A petición de Sonam Chöpel, el administrador del quinto dalái lama, Güshi Khan entró en el Tíbet, acompañado de su hermano, Kondeleng Ubashi (o Koundeloung Oubacha), al frente de una expedición (hacia 1642) y atacó al rey de los Tsang, Karma Tenkyong Wangpo, en su ciudad de Shigatsé (entonces Samdrubtse). Derrotado, fue capturado y ejecutado.  Los monasterios Karma-kagyu, incluyendo el de Tsurphu, fueron saqueados. Algunos de los parientes del dalái lama enviaron tropas al campamento del Karmapa, lo que provocó muchas muertes. El karmapa ayudó a los supervivientes a escapar y se refugió, junto con su sirviente Zuntou Zangpo, en Bután.
Güshi Khan instaló en el poder a los gelug y a Lobsang Gyatso en el Tíbet, quienes, a cambio, pusieron al Tíbet bajo la protección de la tribu qoshot. Güshi Khan puso fin al período Phagmodrupa (1351-1642) e inauguró el llamado período Ganden Phodrang (1642-1959).
Según Lama Kunsang y Marie Aubèle, cuando Güshi Khan estaba a punto de invadir el Tíbet a petición de Sonam Chöpel, el 10º Karmapa, Chöying Dorje, escribió al dalái lama, pidiéndole que interviniera en nombre de la no violencia del Dharma. El dalái lama respondió que le aseguraba que la intervención no sería militar, pero que no podría impedir los objetivos políticos de su sirviente, y que las tropas mongolas entraron en el Tíbet en 1639. El dalái lama exigió una reunión con el kan para disuadirlo de continuar su destrucción, pero no lo hizo. El kan impuso sus fuerzas en todo Kham y en 1641 llegó a Lhasa.

## Instalación del 5º dalái lama como gobernante temporal
En 1642, Güshi Khan confirió el poder temporal sobre el Tíbet central (Dbus y Tsang) el Kham y el Amdo  a Lobsang Gyatso, 5º dalái lama, hasta entonces abad del monasterio de Drépoung. Según el lama Kunsang y Marie Aubèle, el dalái lama aceptó la entronización, en particular para luchar por la unificación del Tíbet y obtener el fin de los conflictos. Como signo de la soberanía temporal que le fue conferida, el 5º dálai lama hizo construir una residencia en el lugar del palacio de los antiguos reyes del Tíbet en el Potala de Lhasa (1643-1645).

## Nombramiento del regente
A cambio, Güshi Khan nombró a Sonam Chöpel como regente (desi) y le confió la gestión de los asuntos cotidianos del Estado. Él mismo retuvo el poder militar. Debido al modo de sucesión del dalái lama por la reencarnación, se planteaba la cuestión del ejercicio del poder durante su minoría. El problema se resolvió haciendo que el regente actuara como regente interino.
La escuela de los bonetes rojos, el karma-kagyu, rival de la escuela de los bonetes amarillos, fue despojada de buena parte de sus riquezas y propiedades. Muchos de sus monasterios se transformaron a la fuerza en monasterios gelugp. Para Jean Dif, la toma del poder por el 5º dalái lama puede interpretarse como una guerra civil entre gelugpas y kagyupas, los primeros triunfando al confiar en la intervención militar extranjera.

## Regreso del 10º Karmapa a Lhasa
El décimo Karmapa, que se refugió durante más de 25 años en Yunnan, controlado por Mu Zeng (jefe de Yunnan (zh) en chino, 云南土司;; pinyin, Yúnnán tǔsī, en Lijiang (llamado Jang en tibetano), regresó a Lhasa en 1673 después de que la situación política mejoró. Se encontró con el dalái lama, quien, en reconocimiento a su trabajo para apaciguar los conflictos, le confirmó que podía volver a Tsurphu, mientras que el 7º Shamarpa se instaló en el monasterio de Yangpachen, y el 5º Nenang Pawo Rinpoche Tsouglag Trinlé Gyatso en el monasterio de Nenang, que se convirtió en su sede oficial. Para sellar el retorno de la armonía entre los linajes Gelug y Karma-kagyu, el quinto Dalai Lama dio los votos de los monjes al quinto Nenang Pawo y al sexto Gyaltsab Rimpoché Norbu Zangpo.

## Güshi Khan, rey del Tíbet

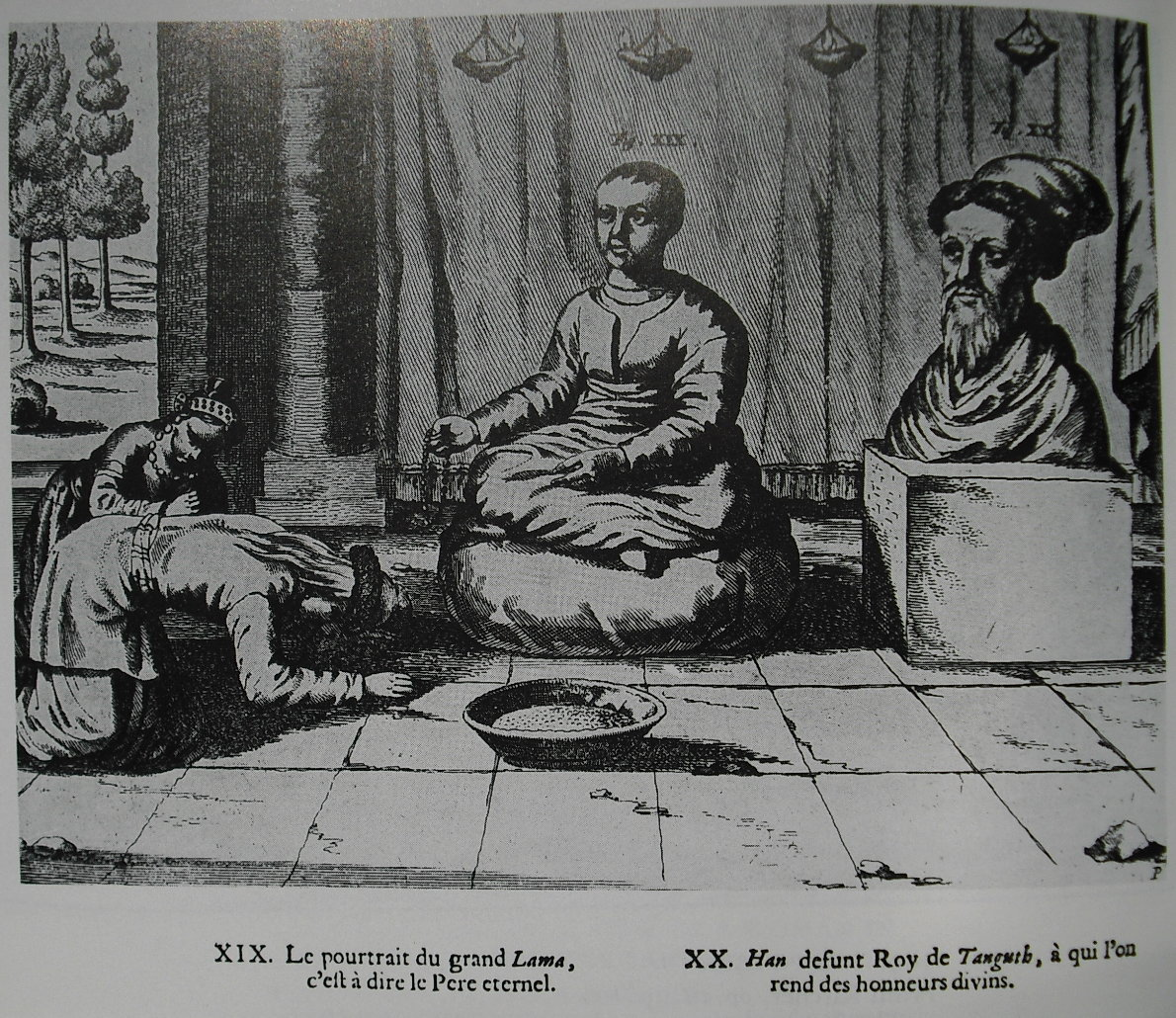
Representación del 5º Dalai Lama y una estatua de Güshi Khan en la entrada del Potala basada en un dibujo de Johann Grueber publicado en 1667 por Atanasio Kircher en China illustrata.

Después de su victoria, Güshi Khan no regresó con su ejército a Amdo. Reclamó el título de rey del Tíbet para sí mismo y sus descendientes y se estableció en el centro del Tíbet, pasando el verano en los pastos al norte de Lhasa y el invierno en Lhasa. Manteniendo el poder militar en sus manos, dejó al dalái lama y al regente para administrar el país.
En enero de 1655, Güshi Khan murió. Su hijo, Dayan Otschir Khan, le sucedió, reinando desde 1655 hasta 1668. De los diez hijos de Güshi Khan, ocho se establecieron con sus respectivas tribus en la región del lago Qinghai, en la actual provincia de Qinghai, donde nunca dejaron de hacer la guerra contra los zúngaros por razones territoriales. El emperador de China Qing Kangxi intervino para restablecer el orden y puso al dalái lama como gobernante temporal del Tíbet en Lhasa el 16 de octubre de 1720 y como líder religioso del Imperio Sino-Manchú.
Los mongoles se tibetanizaron y jugaron un papel importante en el desarrollo del orden Gelug en Amdo.